# Cầu lông tại Đại hội Thể thao châu Á 1962

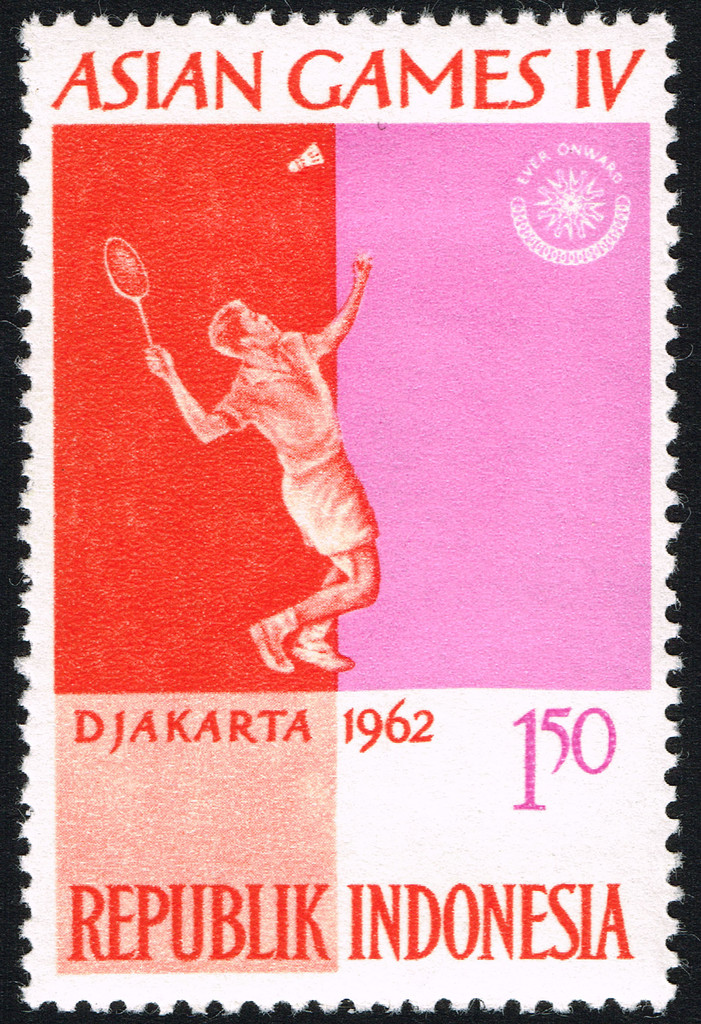
Tem Đại hội Thể thao châu Á 1962 của Indonesia

Cầu lông được tổ chức tại Đại hội Thể thao châu Á 1962 ở Sports Palace Senayan, Jakarta, Indonesia.

## Huy chương giành được
| Nội dung | Vàng | Bạc | Đồng                                                                                         |
| -------- | --- | --- | -------------------------------------------------------------------------------------------- |
| Đơn nam  | Tan Joe Hok · Indonesia                                                                                      | Teh Kew San · Malaysia | Ferry Sonneville · Indonesia                                                                 |
| Đôi nam  | Malaysia (MAS) · Tan Yee Khan · Ng Boon Bee                                                                  | Indonesia (INA) · Tan Joe Hok · Liem Tjeng Kiang                                                                                 | Indonesia (INA) · Tutang Djamaluddin · Abdul Patah Unang                                     |
| Đội nam  | Indonesia (INA) · Liem Tjeng Kiang · Ferry Sonneville · Tan Joe Hok · Tutang Djamaluddin · Abdul Patah Unang | Thái Lan (THA) · Narong Bhornchima · Raphi Kanchanaraphi · Channarong Ratanaseangsuang · Sangob Rattanusorn · Charoen Wattanasin | Malaysia (MAS) · Billy Ng · Ng Boon Bee · Tan Yee Khan · Teh Kew San · Yew Cheng Hoe         |
| Đơn nữ   | Minarni · Indonesia                                                                                          | Corry Kawilarang · Indonesia | Happy Herowati · Indonesia                                                                   |
| Đôi nữ   | Indonesia (INA) · Minarni · Retno Kustijah                                                                   | Indonesia (INA) · Corry Kawilarang · Happy Herowati                                                                              | Malaysia (MAS) · Tan Gaik Bee · Ng Mei Ling                                                  |
| Đội nữ   | Indonesia (INA) · Goei Kiok Nio · Happy Herowati · Corry Kawilarang · Retno Kustijah · Minarni               | Malaysia (MAS) · Annie Keong · Kok Lee Ying · Jean Moey · Ng Mei Ling · Tan Gaik Bee                                             | Thái Lan (THA) · Sumol Chanklum · Boobpa Kaentong · Prathin Pattabongs · Pratuang Pattabongs |

## Bảng huy chương
| 1    | Indonesia (INA) | 5 | 3 | 3 | 11 |
| 2    | Malaysia (MAS)  | 1 | 2 | 2 | 5  |
| 3    | Thái Lan (THA)  | 0 | 1 | 1 | 2  |
| Tổng | Tổng            | 6 | 6 | 6 | 18 |

## Quốc gia tham dự
| - Campuchia - Indonesia (10) - Nhật Bản - Mã Lai (10) | - Philippines - Singapore - Thái Lan |

## Liên kết
- Cầu lông châu Á